# Lhota (Číměř)
Lhota (německy Neustift) je malá vesnice, část obce Číměř v okrese Jindřichův Hradec v Jihočeském kraji. Nachází se asi čtyři kilometry jihozápadně od Číměře. Lhota leží v katastrálním území Lhota u Sedla o rozloze 3,32 km². Protéká jí Lhotský potok, jenž vede i přes Návesní rybník. Na východ od vsi stojí barokní boží muka, jež jsou vedena jako kulturní památka České republiky.

## Historie

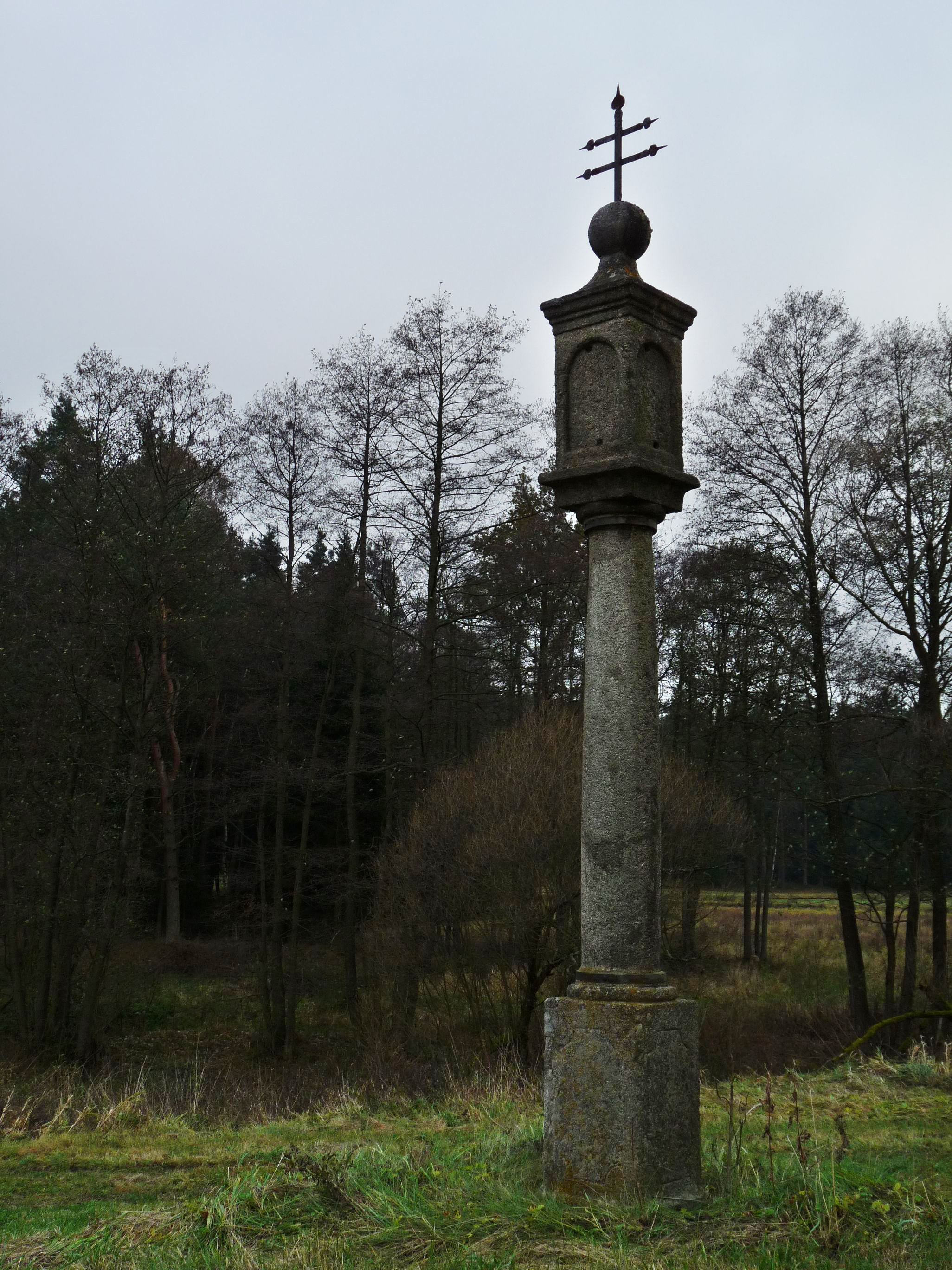
Boží muka, KP 38388/3-1995

První písemná zmínka o vesnici pochází z roku 1487.

## Obyvatelstvo
| Rok            | 1869 | 1880 | 1890 | 1900 | 1910 | 1921 | 1930 | 1950 | 1961 | 1970 | 1980 | 1991 | 2001 | 2011 | 2021 |
| -------------- | ---- | ---- | ---- | ---- | ---- | ---- | ---- | ---- | ---- | ---- | ---- | ---- | ---- | ---- | ---- |
| Počet obyvatel | 249  | 286  | 241  | 230  | 210  | 205  | 176  | 109  | 84   | 83   | 77   | 57   | 51   | 39   | 50   |
| Počet domů     | 27   | 28   | 38   | 30   | 36   | 35   | 41   | 28   | 19   | 20   | 19   | 22   | 23   | 26   | 26   |

## Obecní správa
Při sčítání lidu v letech 1850–1963 Lhota byla samostatnou obcí v okrese Jindřichův Hradec. V letech 1964–1979 byla částí obce Sedlo v okrese Jindřichův Hradec. Od 1. července 1979 je částí obce Číměř v okrese Jindřichův Hradec. V letech 1850–1963 k obci patřilo Hradiště.